# Service canadien des glaces
Le Service canadien des glaces (aussi connu sous l'acronyme SCG), est une division du Service météorologique du Canada (SMC), et une branche du ministère de l’Environnement du Canada. Le SCG constitue la première autorité en matière d'information sur les glaces et les icebergs dans les eaux navigables du Canada.

## Mandat
La glace affecte le transport maritime au cœur du pays, ainsi que dans le Nord, la pêche commerciale, l'exploitation des richesses naturelles en mer, les habitudes de chasse et de pêche des peuples autochtones, le tourisme et les loisirs, et la situation météorologique des régions et le climat à long terme.
La mission du SCG, est de fournir l’information la plus exacte et la plus opportune qui soit sur les glaces et les icebergs dans les eaux navigables du Canada. À cette fin, ses deux principaux objectifs sont d'assurer la sécurité des Canadiens, de leur propriété et de leur environnement, en les prévenant des conditions des glaces dangereuses dans les eaux navigable du Canada. Et fournir aux générations actuelles et futures des connaissances judicieuses et suffisantes au sujet des glaces, afin d’appuyer des politiques rationnelles en matière d’environnement.

## Organisation
Le SCG compte environ 60 employés à plein temps à son administration centrale située à Ottawa, en Ontario. Le centre utilise les données des satellites météorologiques ainsi que les observations in situ par des navires et la patrouille canadienne des glaces pour produire des cartes de l'état des glaces dans les eaux canadiennes. Il produit également des prévisions de leur formation, fonte et déplacement, ainsi que des avertissements à la navigation.
Le SGC est membre du Service des glaces de l'Amérique du Nord (SGAN), un partenariat avec le Centre des glaces des États-Unis et la Patrouille internationale des glaces de la Garde côtière américaines conclu en juin 2004. Le but de ce partenariat du SGAN est de créer des produits d'information harmonisés pour les glaces et icebergs dans les zones limitrophes des deux pays ainsi que les eaux internationales adjacentes. Ces zones couvrent : les Grands Lacs, le détroit de Béring  et la côte de Terre-Neuve-et-Labrador.